# Valletta (Fernsehen)
Vallette bezeichnet Assistentinnen von Showmastern im italienischen Fernsehen, die Talente als Schauspielerin, Tänzerin oder Sängerin haben können, aber nicht müssen. Erstmals trat eine Valletta in den 1950er Jahren bei Mike Bongiorno in der Sendung Lascia o raddoppia? auf.

## Etymologie
Valletta ist die weibliche Form des veraltenden italienischen valletto, das dem deutschen Pagen (sowohl bei Hofe als auch im Hotel) entspricht. Das Wort stammt vom französischen valet, der Abkürzung von vasselet, das wie der deutsche Vasall vom lateinischen vassallus kommt.